# Вікіпедія мовою тумбука
Вікіпедія мовою тумбука — розділ Вікіпедії мовою тумбука. Створена у 2004 році. Вікіпедія мовою тумбука станом на 25 березня 2025 року містить 18 695 статей, 9557 зареєстрованих користувачів, 26 активних дописувачів, 1 адміністратора
. Загальна кількість сторінок у Вікіпедії мовою тумбука — 38 838, редагувань — 103 671, завантажених файлів — 140
. Глибина (рівень розвитку мовного розділу) Вікіпедії мовою тумбука дуже мала і становить лише 3.1 пунктів
. 

## Історія
- Січень 2011 — створена 100-та стаття[3].
- Лютий 2016 — створена 500-та стаття[4].